# روبرتو بروامونتی
روبرتو بروامونتی (انگلیسی: Roberto Brunamonti؛ زادهٔ ۱۴ آوریل ۱۹۵۹) بازیکن بسکتبال اهل ایتالیا است.
وی در مسابقات کشوری و بین‌المللی در مجموع برندهٔ ۱ مدال طلا، ۲ مدال نقره، ۱ مدال برنز شده‌است.